# タンザニアの政党
タンザニアの政党では、タンザニアにおける政党について説明する。

## タンザニアの政党制
タンザニアは、ジュリウス・ニエレレ大統領の与党、タンガニーカ・アフリカ民族同盟（1977年タンザニア革命党へ改称）の一党制であった。ニエレレと同党は、1967年2月のアルーシャ宣言採択後、ウジャマー社会主義を推進するが、結局、挫折する。1985年にニエレレは大統領選挙に立候補せず、引退。1986年国際通貨基金（IMF）の勧告により社会主義計画経済から市場経済へ経済政策を転換する。1995年憲法が改正され、複数政党制が導入された。複数政党制導入後もタンザニア革命党の組織は強力で、タンザニアの現状は一党優位政党制と見なされる。タンザニア革命党以外の野党勢力は脆弱であり、政権交代の可能性は現在のところ見られない。

## 国民議会に議席を有する政党
- タンザニア革命党
- 市民統一戦線
- 民主進歩党
- タンザニア労働党
- 統一民主党

## その他の政党
- Chama cha Haki na Usitawi (CHAUSTA)
- 民主党 (Democratic Party、DP)
- Demokrasia Makini (MAKINI)
- 民主主義回復フォーラム (Forum for the Restoration of Democracy、FORD)
- Jahazi Asilia
- 立憲改革国民会議 (National Convention for Construction and Reform-Mageuzi、NCCR-Mageuzi)
- 国民民主連盟 (National League for Democracy、NLD)
- 国家再建同盟 (National Reconstruction Alliance、NRA)
- 人民国民党 (人民民族党、Popular National Party、PONA)
- 人民の声 (国民の声、Sauti ya Umma、SAU、People's Voice)
- タンザニア民主同盟 (Tanzania Democratic Alliance、TADEA)
- タンザニア進歩党 (Progressive Party of Tanzania-Maendeleo、PPT-Maendeleo)
- 複数政党民主連合 (Union for Multiparty Democracy、UMD)
- 統一人民民主党 (United People's Democratic Party、UPDP)

## かつて存在した政党
- タンガニーカ・アフリカ民族同盟 (Tanganyika African National Union、TANU) - タンザニア革命党の前身
- アフロ・シラジ党 (Afro-Shirazi Party、ASP) - TANUと合併し、タンザニア革命党を結成
- ザンジバル国民党 (ザンジバル民族党、Zanzibar Nationalist Party、ZNP)
- ザンジバル・ペンバ人民党 (Zanzibar and Pemba People's Party、ZPPP)